# ルイス・デービッド・ド・シュウェイニツ

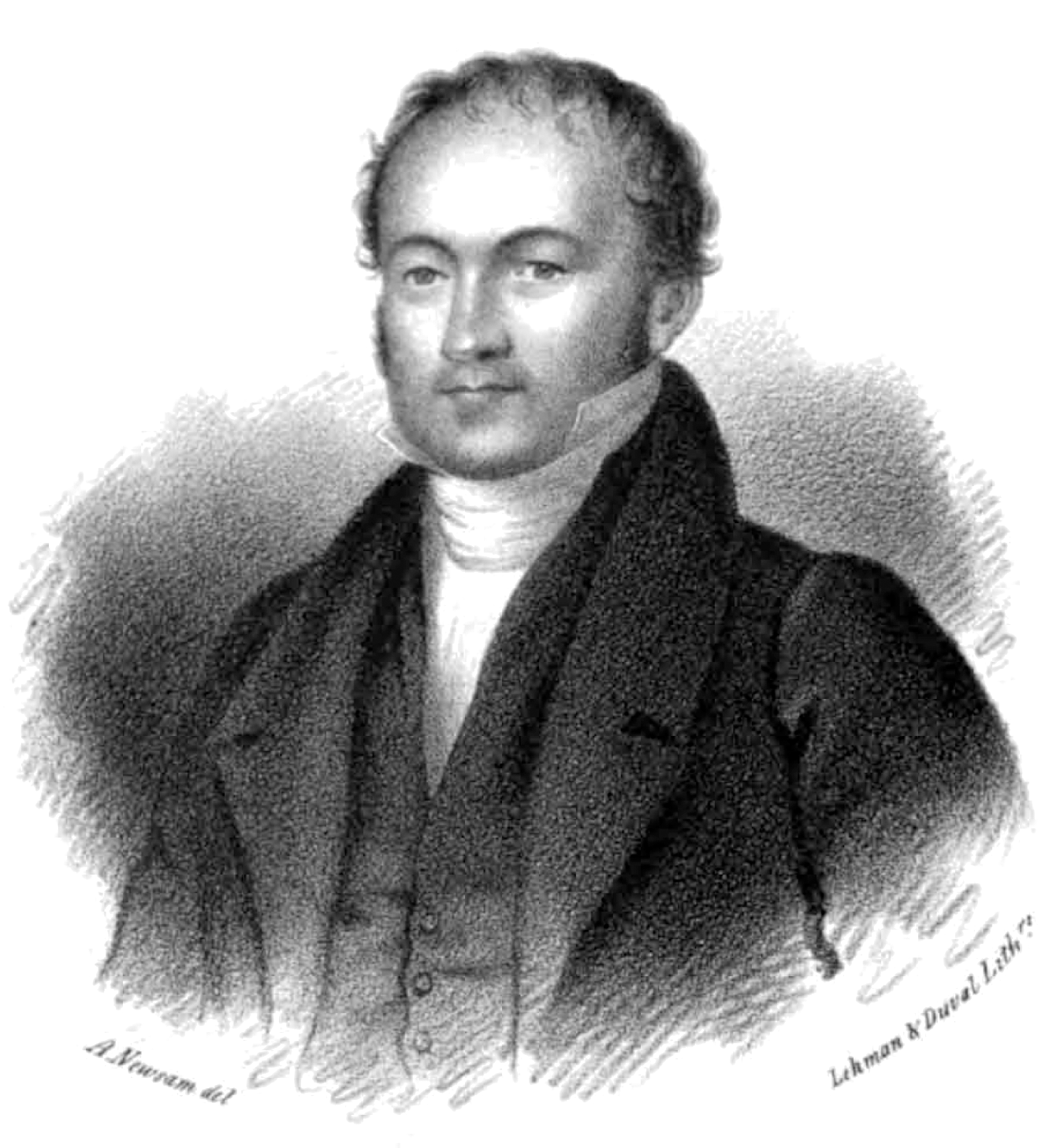
Lewis David von Schweinitz

ルイス・デービッド・ド・シュウェイニツ（Lewis David de Schweinitz、ドイツ名：ルートヴィヒ・ダーフィット・フォン・シュヴァイニッツ、Ludwig David von Schweinitz und Schweiniz、1780年2月13日 - 1834年2月8日）はドイツ系アメリカ人の植物学者、菌学者である。「北アメリカの菌学の父」とされることもある。

## 略歴
アメリカ合衆国、ペンシルベニア州ナザレスに生まれた。祖父はモラビア兄弟団の監督で資金主のニコラウス・フォン・ツィンツェンドルフである。11歳までナザレスで過ごした。プロシアのニースキーの神学校に入学した。1805年に師のJ.B. Albertiniと共著で『ルザースのキノコ概説』（"Conspectus Fungorum in Lusatiae"）を出版した。1807年からGnadenberg、Gnadauでモラヴィア教会の説教者として働いた。
1812年にアメリカに戻り、ノースカロライナ州のセイラム（現在のオールド・セーラム）に住み、教会施設の監督者となった。ノースカロライナでの菌類の研究の成果は"Synopsis Fungorum Carolinæ Superioris"として1822年に出版された。1817年にアメリカ哲学協会（American Philosophical Society）の会員に選ばれた。ライプツィヒの友人にノースカロライナの菌類の一覧を送ると4年後に出版された。この一覧には1373種が、記述され320の新種が命名され記載されている。新種の中にはベニタケ科のラクタリウス・インディゴやアンズタケ科のCantharellus cinnabarinusがある。
ツツジ科の属名、Schweinitzia（Monotropsis属のシノニム）や、キノコのカイメンタケの学名、Phaeolus schweinitziiに献名されている。

## 著作
- Lewis David von Schweinitz & Johannes Baptista von Albertini: Conspectus Fungorum in Lusatiae Superioris Agro Niskiense Crescentium e Methodo Persoonia. Leipzig 1805.
- Specimen florae Americae cryptogamicae, 1821.
- Synopsis Fungorum Carolinae Superioris, 1822.
- Synopsis Fungorum in America Boreali Media Degentium, 1832.